# Minneskyrkogården för offren i Hemlandskriget

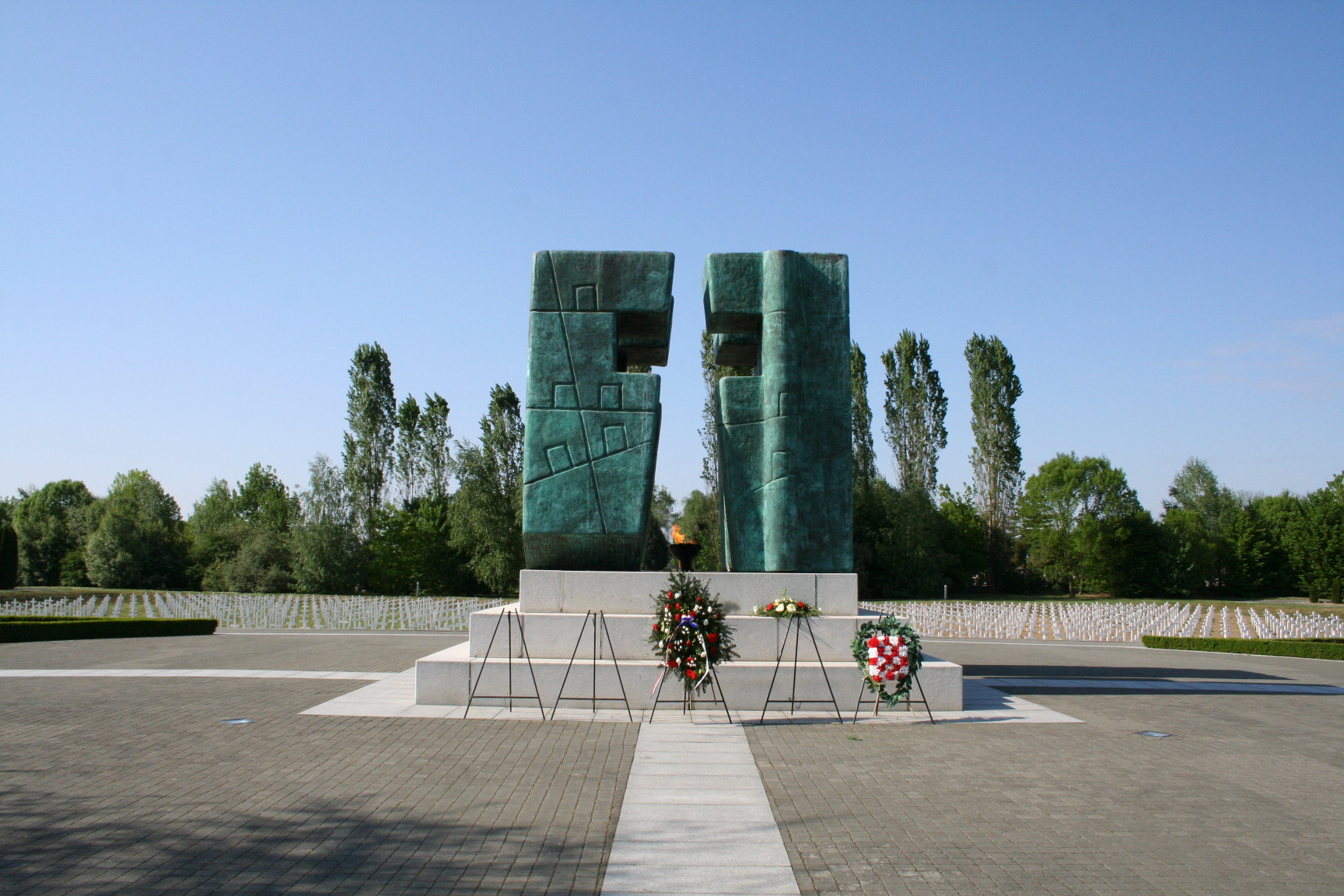
Det centrala minnesmärket i formen av ett stort kors år 2015.

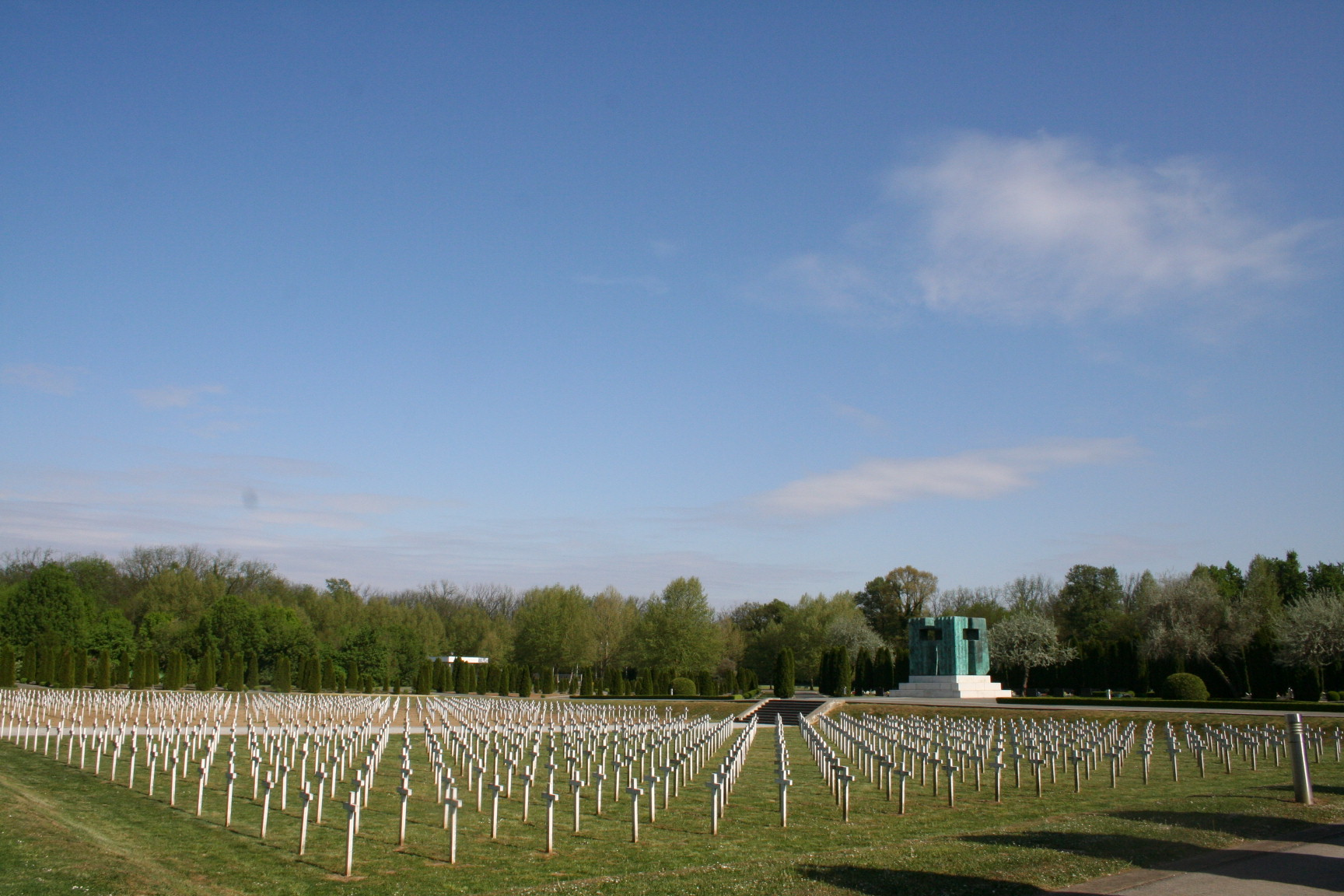
938 kors i vit marmor, en symbol för de dödade.

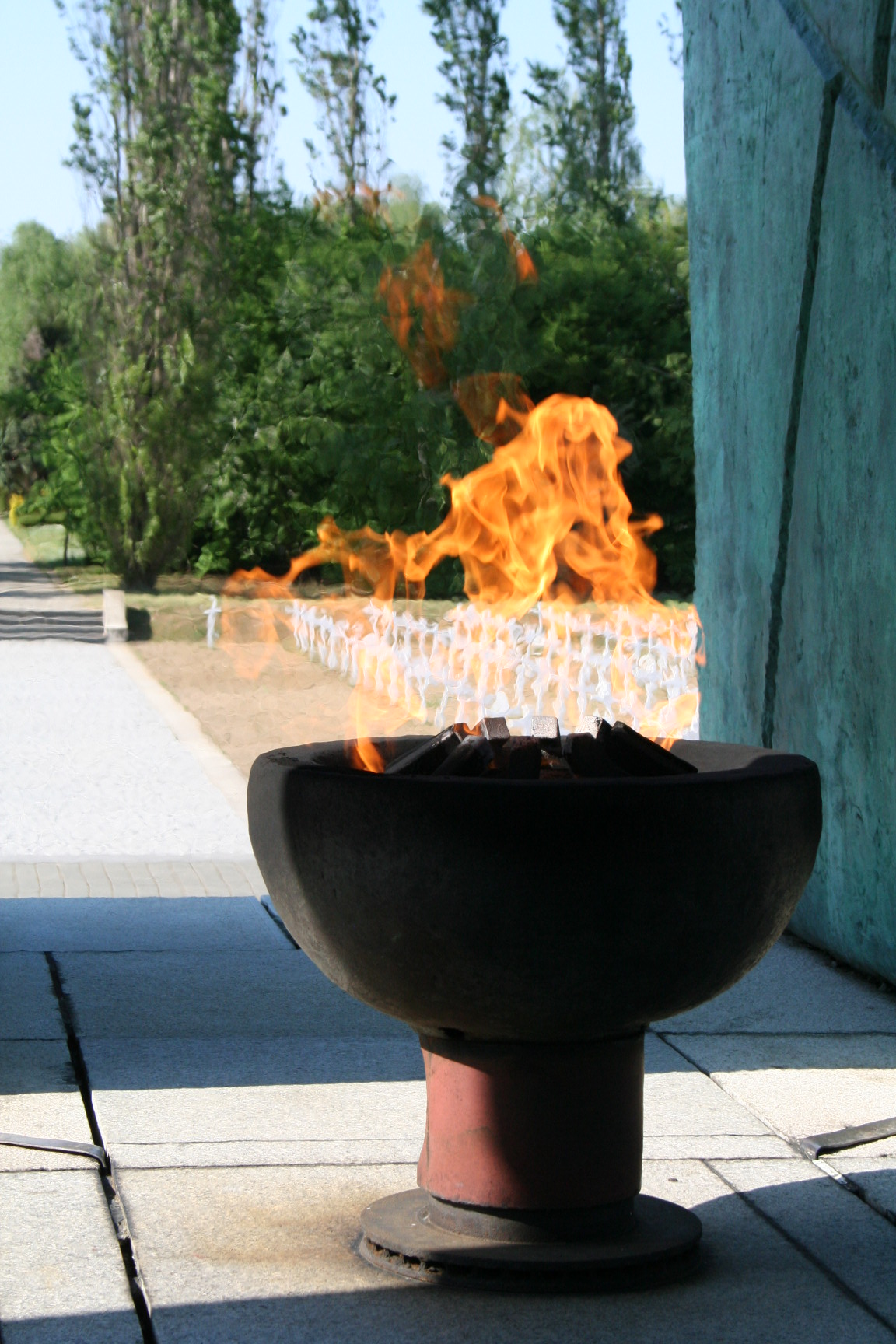
Den "eviga lågan" i mitten av det centrala monumentet år 2015.

Minneskyrkogården för offren i Hemlandskriget (kroatiska: Memorijalno groblje žrtava iz Domovinskog rata) är en minnesplats i Vukovar i Kroatien för personer som dog i det kroatiska självständighetskriget (1991–1995), i Kroatien benämnt "Hemlandskriget". Kyrkogården är öppen för besökare året runt. Den 18 november, årsdagen för Vukovars fall under slaget om staden år 1991, är sedan år 1999 utlyst som "Minnesdagen för Vukovars offer". I den statligt sanktionerade och årligen återkommande ceremonin i samband med minnesdagen innehar kyrkogården en central plats.

## Beskrivning och historik
Minneskyrkogården för offren i Hemlandskriget är belägen vid Vukovars östra infart. Den erhöll dagens proportioner och utseende sedan den kroatiska regeringen år 1998 tillsatt en kommitté med uppdrag att gräva upp, identifiera och begrava personer som dödats i kroatiska självständighetskriget och sedan hade grävts ned på Nya kyrkogården. De dödade hade fallit offer på olika platser i Vukovar då staden attackerades av den jugoslaviska armén (då till största del bestående serbiska enheter) och serbiska paramilitära styrkor.
Parallellt med processen att gräva upp och identifiera de dödade inleddes arbetena med att ställa i ordning vad som då kallades Kroatiska försvararna från Hemlandskrigets kyrkogård (Groblje hrvatskih branitelja iz Domovinskog rata), sedermera Minneskyrkogården för offren i Hemlandskriget. I samband med omdaningen av kyrkogården planlades ett område som skulle ge plats för en massgrav. På denna plats placerades 938 kors i vit marmor vilket representerar de 938 personer som grävts upp på Nya kyrkogården. Den 5 augusti 2000 avtäcktes ett centralt minnesmärke på kyrkogården, ett verk av konstnären Đurđa Ostoja. Minnesmärket är drygt fyra meter högt, tillverkat i patinerat brons och föreställer ett kors. I mitten av minnesmärket brinner den "eviga lågan".
Kyrkogården är den största massgraven i Kroatien efter andra världskriget.